# Alphonse Humbert
Alphonse Mathieu Durumbert (Parigi, 21 febbraio 1844 – Parigi, 27 dicembre 1922) è stato un politico e giornalista francese.
Partecipò all'esperienza della Comune di Parigi e successivamente fu deputato all'Assemblea Nazionale.

## Biografia
Interrotti gli studi per una seria malattia, s'impiegò alla farmacia Raspail e divenne seguace di Blanqui, venendo più volte arrestato e condannato. Partecipò al I congresso dell'Internazionale, tenuto a Ginevra, e collaborò al giornale di opposizione al regime bonapartista La Marseillaise.
Fuggito in Belgio per evitare una nuova condanna per «offese all'imperatore», tornò in Francia alla caduta di Napoleone III, collaborò al Journal du Peuple e a La Patrie en danger, poi, con la Comune, fondò con Eugène Vermersch e Maxime Vuillaume Le Père Duchêne.
Arrestato dalle truppe di Thiers nel giugno del 1871, fu condannato il 20 novembre ai lavori forzati a vita, da scontare nella Nuova Caledonia. Graziato l'8 maggio 1879, tornò a Parigi, collaborò ai quotidiani radicali Petit Parisien, l'Intransigeant, l'Action e subì una nuova condanna per «apologia di fatti criminali».
Nel 1886 fu eletto consigliere del municipio del XV arrondissement e, il 20 agosto 1893, all'Assemblea Nazionale come radical-socialista. Fu rieletto alle elezioni del 1898, ma non in quelle del 1902 e abbandonò la politica attiva.